# Hydaticus rimosus
Hydaticus rimosus är en skalbaggsart som beskrevs av Aubé 1838. Hydaticus rimosus ingår i släktet Hydaticus och familjen dykare. Inga underarter finns listade i Catalogue of Life.